# Bulbul verdós capfosc
El bulbul verdós capfosc (Arizelocichla fusciceps) és una espècie d'ocell de la família dels picnonòtids (Pycnonotidae). Es troba a Moçambic, Tanzània i Zàmbia. Els seus hàbitats principals són els boscos tropicals i subtropicals de frondoses humits de les terres baixes i de l'estatge montà, els matollars de muntanya tropicals i subtropicals i les àrees forestals fortament degradades. El seu estat de conservació es considera de risc mínim.